# Stimmgruppe
Eine Stimmgruppe besteht aus Musikern, die in einem Chor oder einem Orchester dieselbe Stimme und meistens auch in derselben Stimmlage spielen oder singen. Das Musizieren in Stimmgruppen ist die Voraussetzung für chorisches Atmen.

## Beispiele für Stimmgruppen
Die wichtigsten Stimmgruppen und Gesangsregister in gemischten Chören sind:
- Sopran
- Alt
- Tenor
- Bass

In Orchestern mit Streicherbesetzung sind folgenden Stimmgruppen am häufigsten:
- Erste Geigen
- Zweite Geigen
- Bratschen
- Violoncelli
- Kontrabässe

In größeren Orchestern spielen auch die Bläser in Stimmgruppen.